# Баворівська сільська рада
Ба́ворівська сільська́ ра́да — адміністративно-територіальна одиниця та орган місцевого самоврядування в Тернопільському районі Тернопільської області. Адміністративний центр — село Баворів.

## Загальні відомості
Баворівська сільська рада утворена в 1939 році.
- Територія ради: 16,52 км²
- Населення ради: 1 135 осіб (станом на 2001 рік)
- Територією ради протікає річка Гнізна

## Населені пункти
Сільській раді були підпорядковані населені пункти:
- с. Баворів
- с. Застав'є

## Населення
Згідно з переписом УРСР 1989 року чисельність наявного населення сільської ради становила 2469 осіб, з яких 1147 чоловіків та 1322 жінки.
За переписом населення України 2001 року в сільській раді мешкали 1134 особи.

### Мова
Розподіл населення за рідною мовою за даними перепису 2001 року:
| Мова       | Відсоток |
| ---------- | -------- |
| українська | 99,74 %  |
| російська  | 0,18 %   |
| польська   | 0,09 %   |

## Склад ради
Рада складалася з 15 депутатів та голови.
- Голова ради: Гордій Василь Степанович

### Керівний склад попередніх скликань
| Прізвище, ім'я, по батькові | Основні відомості                                                 | Дата обрання | Дата звільнення |
| --------------------------- | ----------------------------------------------------------------- | ------------ | --------------- |
| Салабай Надія Ярославівна   | Сільський голова, 1964 року народження, позапартійна              | 26.03.2006   | 31.10.2010      |
| Гордій Василь Степанович    | Сільський голова, 1980 року народження, освіта вища, безпартійний | 31.10.2010   |                 |

Примітка: таблиця складена за даними сайту Верховної Ради України

### Депутати
За результатами місцевих виборів 2010 року депутатами ради стали:

#### За суб'єктами висування
| Суб'єкт висування | Кількість обраних депутатів | %   |
| ----------------- | --------------------------- | --- |
| Самовисування     | 15                          | 100 |

#### За округами
| № округу | Прізвище, ім'я, по батькові       | Дата визнання обраним | Освіта             | Партійна приналежність | Відомості про обраного депутата                                               |
| -------- | --------------------------------- | --------------------- | ------------------ | ---------------------- | ----------------------------------------------------------------------------- |
| 1        | Квасниця Олег Васильович          | 31.10.2010            | середня спеціальна | позапартійний          | тимчасово не працює                                                           |
| 2        | Гевко Василь Ярославович          | 31.10.2010            | вища               | позапартійний          | ТНЕУ, студент                                                                 |
| 3        | Гевко Андрій Володимирович        | 31.10.2010            | середня спеціальна | позапартійний          | тимчасово не працює                                                           |
| 4        | Лагошняк Володимир Вікторович     | 31.10.2010            | вища               | позапартійний          | загальноосвітня школа с. Баворів, лаборант                                    |
| 5        | Лагошняк Ігор Вікторович          | 31.10.2010            | вища               | позапартійний          | ТНПУ ім Ів. Пулюя, студент                                                    |
| 6        | Дерлиця Іван Степанович           | 31.10.2010            | середня спеціальна | позапартійний          | Тернопільське технічне училище, студент                                       |
| 7        | Кульчицький Володимир Іванович    | 31.10.2010            | вища               | позапартійний          | ТНЕУ, студент                                                                 |
| 8        | Бучинська Ірина Орестівна         | 31.10.2010            | вища               | позапартійна           | соціального населенняТериторіальний центробслуговування, соціальний працівник |
| 9        | Колодзинський Михайло Ярославович | 31.10.2010            | вища               | позапартійний          | Тернопільський торгово-економічний коледж, студент                            |
| 10       | Грабовський Ярослав Ігорович      | 31.10.2010            | вища               | позапартійний          | Бережанський аграрно-технічний інститут, студент                              |
| 11       | Головата Любов Йосипівна          | 31.10.2010            | середня спеціальна | позапартійна           | ТОВ «Нове життя», повар                                                       |
| 12       | Саламандра Наталя Богданівна      | 31.10.2010            | вища               | позапартійна           | загальноосвітня школа с. Скоморохи, вчитель                                   |
| 13       | Бучинський Мирослав Юліанович     | 31.10.2010            | вища               | позапартійний          | ТНМУ, студент                                                                 |
| 14       | Яцків Андрій Олегович             | 31.10.2010            | вища               | позапартійний          | Галицький торговий коледж, студент                                            |
| 15       | Бучинський Руслан Несторович      | 31.10.2010            | середня спеціальна | позапартійний          | ТОВ «Нове життя», водій                                                       |